# Adolf de Meyer
Adolf de Meyer, anche Adolphe de Meyer (Parigi, 3 settembre 1868 – Los Angeles, 6 gennaio 1946), è stato un fotografo francese.
Divenne famoso in tutto il mondo per i suoi eleganti ritratti fotografici di persone famose.

## Biografia
Nato da padre tedesco e madre scozzese, venne educato a Dresda e nel 1893 entrò a far parte della Royal Photographic Society, trasferendosi a Londra nel 1895. Prese il cognome di Meyer-Watson nel 1896, mentre dal 1899 si nomina Barone Adolph de Meyer. Nel 1899, sposò a Chelsea Olga de Meyer, il cui padrino era Edoardo VII. Questo era per lo più un matrimonio di convenienza, in quanto de Meyer era omosessuale, e sua moglie Olga era bisessuale.. Dal 1898 al 1913, visse nei giardini Cadogan, Londra e tra il 1903 e il 1907 i suoi lavori vennero pubblicati nella rivista trimestrale Camera Work di Alfred Stieglitz; Cecil Beaton lo definì "il Debussy della fotografia". Nel 1912 fotografò Nizinsky a Parigi.
Sebbene de Meyer usasse il titolo di Barone e il Whitaker's Peerage disse che questo gli era stato concesso da Federico Augusto III di Sassonia nel 1897, non è stata mai trovata alcuna prova che ufficializzasse questa decisione.
Nel 1914, con lo scoppio della prima guerra mondiale, Adolf e Olga si trasferirono a New York, dove divenne un fotografo per Vogue (1914-21) e per Vanity Fair. Nel 1922, dopo aver adottato il cognome Gayne per evidenziare la sua rinascita spirituale, de Meyer accettò l'offerta di diventare il capo-fotografo di Harper's Bazaar a Parigi, dove trascorse sedici anni. Con l'avvento della seconda guerra mondiale nel 1938, de Meyer ritornò negli Stati Uniti, e vide che ora era una reliquia al cospetto del nascente modernismo dell'arte. Morì a Los Angeles 1946 e la sua morte venne registrata come "Gayne Adolphus Demeyer, scrittore (in pensione)". Solo poche delle sue opere sopravvissero fino ad oggi, mentre la maggior parte rimase distrutta nella seconda guerra mondiale.